# 伊卡特山脈
伊卡特山脈是俄羅斯的山脈，由布里亞特共和國負責管轄，位於貝加爾湖以東，全長200公里、寬70公里，海拔高度1,800至2,000米，最高點海拔高度2,573米。